# Glyceria fluitans
Glyceria fluitans é uma espécie de planta com flor pertencente à família Poaceae. 
A autoridade científica da espécie é (L.) R.Br., tendo sido publicada em Prodromus Florae Novae Hollandiae 1: 179. 1810.
Os seus nomes comuns são azevém-bravo, azevém-de-água ou palhão.

## Portugal
Trata-se de uma espécie presente no território português, nomeadamente em Portugal Continental e no Arquipélago dos Açores.
Em termos de naturalidade é nativa de Portugal Continental e introduzida no Arquipélago dos Açores.

## Protecção
Não se encontra protegida por legislação portuguesa ou da Comunidade Europeia.